# Course à l'américaine

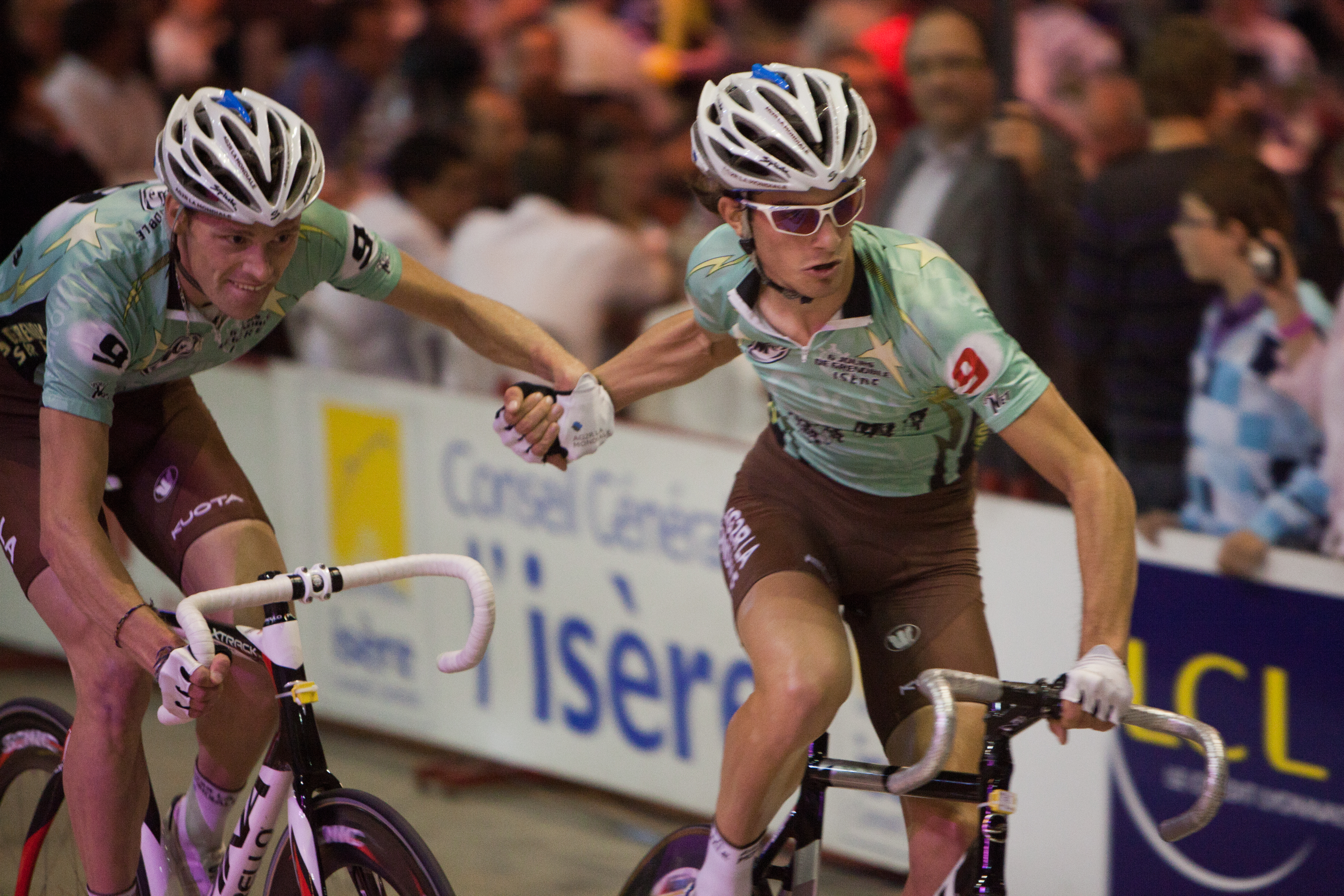
Les relais à l'américaine

La course à l'américaine est une compétition de cyclisme sur piste se disputant avec des sprints intermédiaires et courue par équipes de deux coureurs. Le classement s’établit à la distance et aux points gagnés par les coureurs.
Elle est apparue pour la première fois au Madison Square Garden de New York, d'où son nom de course « américaine » ou de madison pour les anglicistes.

## Historique

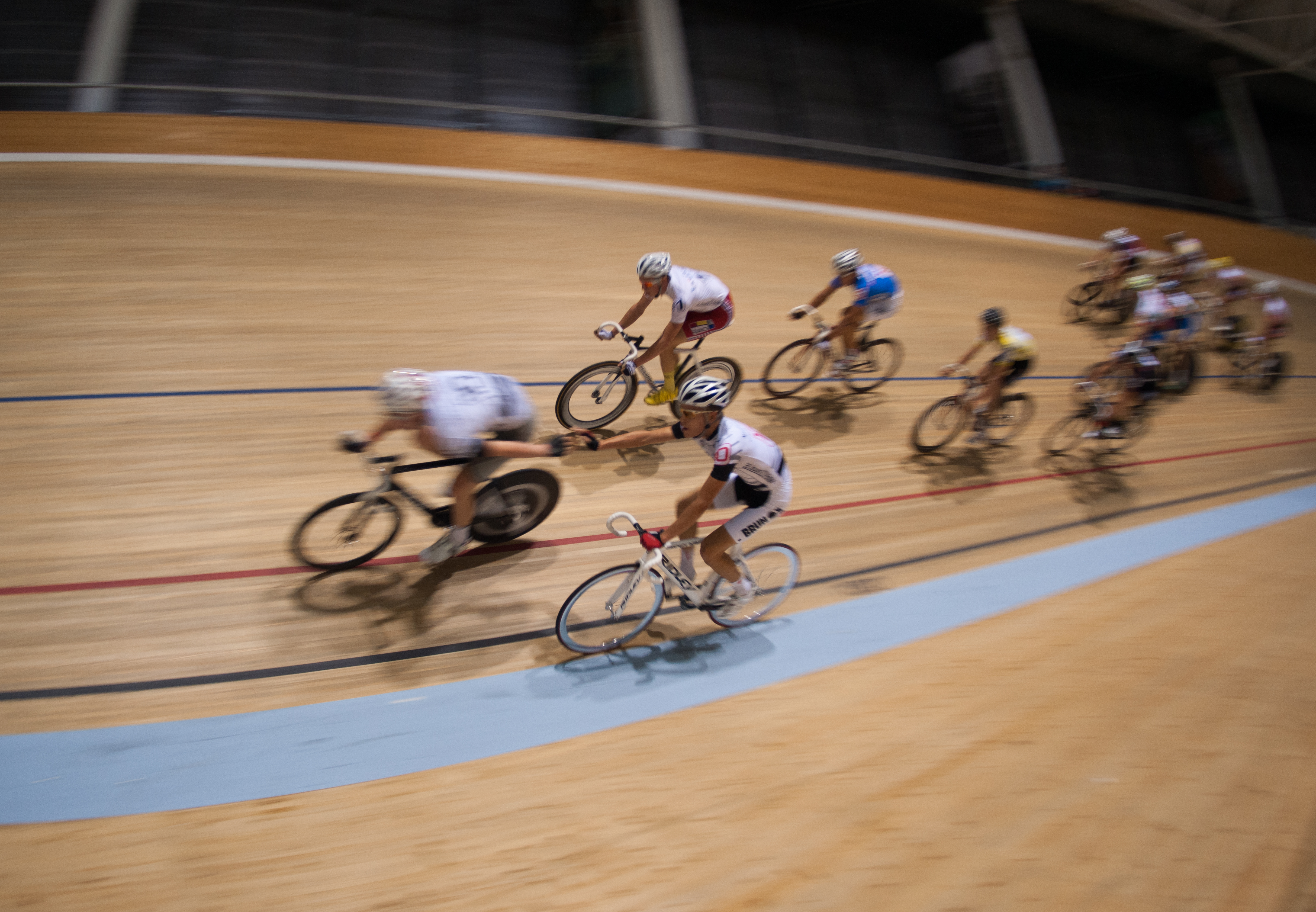
Madison, lors des Trois jours cyclistes d'Aigle en 2012

La course à l'américaine a commencé comme un moyen de contourner les lois adoptées à New York aux États-Unis, visant à limiter l'épuisement des cyclistes qui participaient aux courses de Six jours. Ce sont les patineurs à roulettes qui à la fin des années 1890 en développant cette technique de relais sont les précurseurs de cette discipline.
À la fin des années 1890, les coureurs de Six jours devaient rouler durant 24 heures consécutives et la plupart terminaient épuisés. Alarmés, les États de New York et de l'Illinois ont jugé en 1898 qu'aucun concurrent ne pourrait courir pendant plus de 12 heures par jour. Le promoteur de l'événement au Madison Square Garden, hésitant à fermer son stade pour la demi-journée, décida plutôt de donner à chaque coureur un partenaire avec lequel il pourrait partager la course. Cela signifiait que la course pourrait continuer sur 24 heures par jour, réparties entre deux cyclistes.
La madison tire son nom du Madison Square Garden, qui lui-même tient son nom du 4e président américain James Madison.
C'est une épreuve très spectaculaire. Elle est intégrée au programme masculin des championnats du monde de cyclisme sur piste depuis 1995. De 2000 à 2008, elle fait partie du programme olympique, également pour les hommes uniquement. Depuis 2016, une épreuve féminine est disputée lors des championnats d'Europe. Depuis 2017, une épreuve féminine est disputée lors des championnats du monde. La course à l'américaine est rétablie pour les deux sexes aux jeux olympiques de 2020.

## Règlement

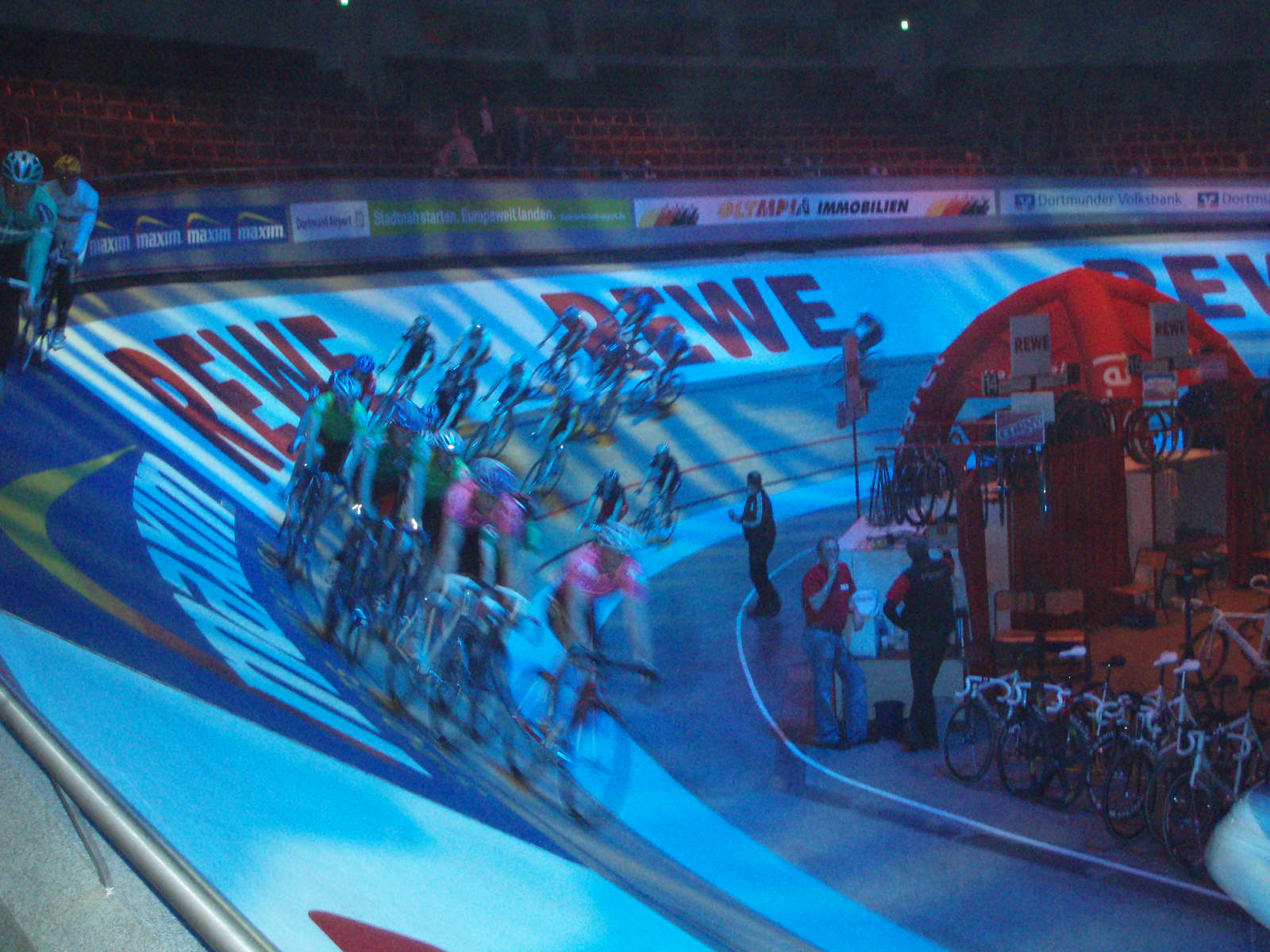
Six jours de Dortmund 2007

Les règles officielles de l'américaine, traditionnellement considérées comme étant difficiles à suivre, sont énoncés comme suit par l'UCI :
- les équipes doivent être composées de deux ou trois coureurs portant les mêmes couleurs et le même dossard ;
- il doit y avoir un coureur de chaque équipe dans la course à tout moment ;
- les coureurs peuvent se relayer à tout moment pendant la course ;
- les sprints intermédiaires se disputent lors des championnats tous les 20 tours quelle que soit la longueur de la piste pour une distance totale égale ou approchant 50 kilomètres ;
- il est attribué 5 points à la première équipe de chaque sprint intermédiaire, 3 points à la deuxième, 2 points à la troisième et un point à la quatrième ;
- le classement s'établit à la distance, suivant le nombre de tours entiers parcourus par chaque équipe. Les équipes ayant parcouru le même nombre de tours sont classées suivant le nombre de points obtenus. En cas d’égalité aux tours et aux points, c’est la place lors du sprint final qui départagera ;
- les coureurs de la même équipe peuvent se relayer à volonté, à la main ou au cuissard ;
- les sprints se déroulent suivant les règles régissant les épreuves de vitesse ;
- une équipe est considérée avoir pris un tour quand elle a rejoint le dernier coureur du peloton le plus nombreux ;
- si dans un tour comptant pour le classement, un ou des coureurs rejoignent la queue du groupe le plus important, ce(ces) coureur(s) bénéficiera(ront) du gain d’un tour. Les points seront attribués immédiatement aux coureurs échappés suivants ou à ceux de la tête du peloton ;
- les équipes doublées 3 fois par le peloton principal peuvent être éliminées par les commissaires.

## Déroulement de la course
Cette épreuve se dispute par équipes de 2 coureurs se relayant entre eux, le but étant de prendre un tour d'avance sur les autres équipes.
La distance maximum est de 50 km. Tous les 5 km, des points sont attribués aux quatre premières équipes. Le principe est celui d'une course de relais, un coureur de l'équipe étant toujours en course, l'autre réduit sa vitesse en roulant en haut des virages. Les relais se font au cuissard (à la poussée) ou à la volée (la main dans la main). Le classement s'effectue à la distance suivant le nombre de tours d'avance, puis sur le total des points.
Après un tour neutralisé, le départ est donné lancé au premier groupe de coureurs au moyen d’un coup de pistolet. Pendant le tour neutralisé, le deuxième groupe de coureurs doit rester immobile.
Une course dure généralement entre 30 et 60 minutes.

## Compétitions internationales
- Championnat du monde masculin de course à l'américaine
- Course à l'américaine aux Jeux olympiques d'été de 2000 première édition
- Course à l'américaine aux Jeux olympiques d'été de 2004
- Course à l'américaine aux Jeux olympiques d'été de 2008
- Championnat du monde féminin de course à l'américaine
- Jeux olympiques d'été de 2020 à Tokyo
  - Course à l'américaine masculine
  - Course à l'américaine féminine première édition
- Course de six jours